# Tijana Filipović
Tijana Filipović (serbisch-kyrillisch Тијана Филиповић, * 26. Mai 1999 in Ruma) ist eine serbische Fußballspielerin.

## Karriere

### Vereine
Filipović begann für den in ihrem Geburtsort ansässigen SK Ruma unter Trainer Petar Stolić Perić mit dem Fußballspielen und kam bereits im Alter von 16 Jahren – und bis ins Jahr 2024 – für den FK Spartak Subotica in der Superliga Srbije u fudbalu za žene, der höchsten Spielklasse im serbischen Frauenfußball, im Seniorinnenbereich zum Einsatz. Mit der Mannschaft gewann sie achtmal die Meisterschaft und sechsmal den nationalen Vereinspokal. Des Weiteren kam sie auf internationaler Vereinsebene in sechs Spielen im Wettbewerb der Champions-League bei ihren vier Teilnahmen zum Einsatz. Nach ihrer zehn Jahre währenden Vereinszugehörigkeit verließ sie ihren Verein.
Nach Russland gelangt, gehört sie seit Juli 2024 der in der Hauptstadt ansässigen Frauenfußballmannschaft von Spartak Moskau an. Ihr erstes von zwölf Saisonspielen bestritt sie am 21. Juli 2024 (14. Spieltag) bei der 1:4-Niederlage im Heimspiel gegen die Frauenfußballmannschaft von Zenit St. Petersburg. Ihr erstes von zehn Punktspieltoren erzielte sie am 28. Juli 2024 (15. Spieltag) beim 2:0-Sieg im Heimspiel gegen Krylja Sowetow Samara mit dem Treffer zum Endstand in der Nachspielzeit der ersten Spielhälfte.

### Nationalmannschaft
Filipović bestritt für die U17-Nationalmannschaft drei Länderspiele. Obwohl sie in den Qualifikationsspielen zuvor für die vom 4. bis 16. Mai 2016 in Belarus vorgesehene Europameisterschaft 2016 nicht eingesetzt worden war, kam sie in diesem altersbezogenen Turnier in allen drei Spielen der Gruppe A zu ihren ersten Länderspielen als Nationalspielerin für den FSS in dieser Altersklasse; als Gruppendritter war das Turnier für sie und ihre Mannschaft vorzeitig beendet. Im ersten Gruppenspiel am 4. Mai 2016 im Minsker Traktar-Stadion erzielte sie beim 5:1-Sieg über die U17-Nationalmannschaft Belarus’ mit dem Treffer zum 4:0 in der 57. Minute ihr einziges Länderspieltor.
Für die U19-Nationalmannschaft bestritt sie 14 Länderspiele, alle im Rahmen der EM-Qualifikationen. Noch vor ihren drei Einsätzen für die U17-Nationalmannschaft gab sie ihr Länderspieldebüt am 15. September 2015 in Ungarn beim 2:0-Sieg über die U19-Nationalmannschaft Kasachstans im ersten von drei Spielen der Gruppe 5 der 1. Qualifikationsrunde für die angestrebte Teilnahme an der vom 19. bis zum 31. Juli 2016 in der Slowakei vorgesehenen und altersbezogenen Europameisterschaft.
Vom 14. September 2016 bis zum 10. April 2017 kam sie in zwei und drei Spielen der ersten und zweiten EM-Qualifikationsrunde zum Einsatz, in denen ihr vier Tore gelangen, davon drei im letzten Spiel der ersten EM-Qualifikationsrunde beim 9:0-Sieg über die U19-Nationalmannschaft Albaniens am 16. September im Selman-Stërmasi-Stadion in Tirana. Vom 12. September 2017 bis zum 8. April 2018 bestritt sie alle sechs EM-Qualifikationsspiele und erzielte im vorletzten Spiel der Gruppe F (3:1 vs. Wales am 5. April in Taveiro) das Tor zur 1:0-Führung in der 39. Minute.
Für die A-Nationalmannschaft bestritt sie (bislang) 54 Länderspiele (17 Tore). In 17 davon kam sie EM-Qualifikationen (1. bis 5. und 7. und 8. Spiel Gruppe G 2019/20 – 4 Tore und  1. bis 6. Spiel Gruppe B2 2024 – 2 Tore) sowie in den EM-Playoffs (je zwei Spiele 1. – 1 Tor – und 2. Runde) zum Einsatz. In zwölf Länderspielen war sie für ihre Mannschaft in WM-Qualifikationsspielen (1. bis 3. und 8. Spiel Gruppe 7 2017/18 – 1 Tor und 1. und 4. bis 8. Spiel Gruppe H 2021/22 – 3 Tore) aktiv; in ihrem ersten – beim 2:0-Sieg über die Nationalmannschaft Israels am 19. Oktober 2017 in Belgrad – erzielte sie mit der 1:0-Führung in der achten Minute ihr erstes A-Länderspieltor.
Von ebenfalls zwölf Freundschaftsspielen (5 Tore) gab sie im ersten am 8. Juni 2017 in Ramenskoje bei der 2:5-Niederlage gegen die Nationalmannschaft Russlands auch ihr A-Länderspieldebüt – wenn auch nur eine Minute lang (Einwechslung in der Nachspielzeit für Jelena Čanković). Des Weiteren kam sie in zehn Länderspielen im Wettbewerb der Nations-League (1 Tor) zum Einsatz. Drei Länderspiele bestritt sie bei der Teilnahme ihrer Mannschaft am Turnier um den Istrien-Cup 2019.

## Erfolge
Nationalmannschaft
- Istrien-Cup-Finalist 2019

FK Spartak Subotica
- Serbischer Meister 2016 – 2023
- Serbischer Pokal-Sieger 2016, 2017, 2019, 2021, 2022, 2023